# Bighead River
Bighead River är ett vattendrag i Kanada.   Det ligger i provinsen Ontario, i den sydöstra delen av landet, 400 km väster om huvudstaden Ottawa.
Omgivningarna runt Bighead River är en mosaik av jordbruksmark och naturlig växtlighet. Runt Bighead River är det glesbefolkat, med 9 invånare per kvadratkilometer.